# 青木やよひ
青木 やよひ（あおき やよい、1927年6月13日 - 2009年11月25日）は、日本のノンフィクション作家、音楽評論家・女性論評論家。

## 来歴
静岡県出身。東京薬学専門学校（現東京薬科大学）卒業、出版社勤務、『ロマン・ロラン全集』（みすず書房）の編集に携わるかたわら、片山敏彦の知遇を得て文筆活動をはじめる。
1970年代以降、大学や市民講座で女性学を講じながらベートーヴェン研究に取り組む。
1983年前後、エコロジカル・フェミニズムを掲げて上野千鶴子と論争した。
晩年はベートーヴェン関連の著述に集中した。夫は北沢方邦。

## 著書
- 『愛の伝説 恋人としての芸術家と女たち』三一書房・高校生新書 1968
- 『ホピの国 砂漠のインディアンを訪ねて』潮出版社 1975
- 『子供をゆがめるのは何か』第三文明社 1981
- 『女性・その性の神話』オリジン出版センター 1982
- 『性差の文化 比較論の試み』金子書房 1982
- 『フェミニズムとエコロジー』新評論 1986　増補新版1994
- 『母性とは何か 新しい知と科学の視点から』金子書房 1986
- 『女が自由を生きるとき 感性からのフェミニズム』オリジン出版センター 1988
- 『シングル感覚 新しい女たちの選択』広済堂出版 1989
- 『遥かなる恋人に ベートーヴェン・愛の軌跡』筑摩書房 1991 
　「ベートーヴェン・不滅の恋人」河出文庫　
　「ベートーヴェン〈不滅の恋人〉の探究」平凡社ライブラリー
- 『やさしい関係 共生感覚の時代へ』広済堂出版 1992
- 『ちょっと変じゃない? 「女らしさ」「男らしさ」ってなんだろう』小峰書店 1992
- 『ホピ・精霊たちの台地 アメリカ・インディアンからのメッセージ』PHP研究所 1993
- 『共生時代のフェミニズム ひらかれた未来をもとめて』オリジン出版センター 1994
- 『ボヘミア・ベートーヴェン紀行 <不滅の恋人>の謎を追って』東京書籍 1995
- 『ベートーヴェン<不滅の恋人>の謎を解く』講談社現代新書 2001
- 『ゲーテとベートーヴェン 巨匠たちの知られざる友情』平凡社新書 2004
- 『ベートーヴェンの生涯』平凡社新書　2009 遺著

### 編著共著
- 『誰のために子どもを産むか 人口論と女と性革命』（編）風濤社 1976
- 『戦争と女たち 女の論理からの反戦入門』（編）オリジン出版センター 1982
- 『フェミニズムの宇宙』（編）新評論(シリーズプラグを抜く)　1983
- 『シングル・カルチャー ポスト家族のゆくえ』（編）有斐閣 1987
- 『私らしさで産む、産まない』丸本百合子共著 農山漁村文化協会 1991
- 『図説ベートーヴェン 愛と創造の生涯』編著 河出新房新社 1995

### 翻訳
- エレノア・E・マッコビィ『性差 その起源と役割』家政教育社 1979
- 『ベートーヴェンの日記』久松重光共訳 岩波書店 2001

## 論文
- <青木やよひ